# Lehtisensaari (ö i Birkaland)
Lehtisensaari är en ö i Finland. Den ligger i sjön Längelmävesi och i kommunen Orivesi i den ekonomiska regionen Tammerfors och landskapet Birkaland, i den södra delen av landet, 160 km norr om huvudstaden Helsingfors. Öns area är 57,6 hektar och dess största längd är 1,6 kilometer i öst-västlig riktning.